# آدم كراب
آدم كراب (بالإنجليزية: Adam Crabb)‏ هو لاعب كرة قاعدة أسترالي، ولد في 1 يونيو 1984.

## وصلات خارجية
- آدم كراب على موقع دوري أستراليا لكرة القاعدة (الإنجليزية)
- آدم كراب على موقعبيزبول رفرنس.كوم (الدوري الثانوي) (الإنجليزية)